# Stenogobius
Stenogobius és un gènere de peixos de la família dels gòbids i de l'ordre dels perciformes.

## Taxonomia
- Stenogobius alleni (Watson, 1991)
- Stenogobius beauforti (Weber, 1907)
- Stenogobius blokzeyli (Bleeker, 1861)
- Stenogobius caudimaculosus (Watson, 1991)
- Stenogobius fehlmanni (Watson, 1991)
- Stenogobius genivittatus (Valenciennes, 1837)
- Stenogobius gymnopomus (Bleeker, 1853)
- Stenogobius hawaiiensis (Watson, 1991)
- Stenogobius hoesei (Watson, 1991)
- Stenogobius ingeri (Watson, 1991)
- Stenogobius keletaona (Keith & Marquet, 2006)
- Stenogobius kenyae (Smith, 1959)
- Stenogobius kyphosus (Watson, 1991)
- Stenogobius lachneri (Allen, 1991)
- Stenogobius laterisquamatus (Weber, 1907)
- Stenogobius macropterus (Duncker, 1912)
- Stenogobius marinus (Watson, 1991)
- Stenogobius marqueti (Watson, 1991)
- Stenogobius mekongensis (Watson, 1991)
- Stenogobius ophthalmoporus (Bleeker, 1853)
- Stenogobius polyzona (Bleeker, 1867)
- Stenogobius psilosinionus (Watson, 1991)
- Stenogobius randalli (Watson, 1991)
- Stenogobius squamosus (Watson, 1991)
- Stenogobius yateiensis (Keith, Watson & Marquet, 2002)
- Stenogobius zurstrassenii (Popta, 1911)[2][3][4][5][6][7]